# Сергеева, Елена Владимировна
Еле́на Влади́мировна Серге́ева (род. 6 июля 1959, Ленинград) — советский и российский филолог, специалист в области истории литературного языка, стилистики художественной речи, теории речевого воздействия, ортологии, концептологии. Доктор филологических наук (2003), профессор кафедры русского языка филологического факультета (с 2003) ГБОУ ВПО «Российский государственный педагогический университет имени А. И. Герцена».

## Биография
В 1981 году окончила факультет русского языка и литературы Ленинградского государственного педагогического института им. А. И. Герцена, а в 1990 году — аспирантуру, успешно защитив диссертацию на тему «Метафора А. Блока» (10.02.01 — русский язык).
В 2002 году защитила докторскую диссертацию на тему «Русский религиозно-философский дискурс „школы всеединства“: лексический аспект».
Педагогическую деятельность начала с работы учителем русского языка и литературы в школе (школа № 292 (1981—1987) Санкт-Петербург).
С 1990 года работает на кафедре русского языка филологического факультета РГПУ им. А. И. Герцена: ассистент (1990—1994), доцент (1995—1999, 2002—2003), профессор (с 2003 года).

## Основные публикации
1. Сергеева Е. В. Религиозно-философский дискурс В. С. Соловьева: лексический аспект. Монография. — СПб.: Изд-во РГПУ им. А. И. Герцена, «Сага», 2002. — 126 с.
2. Сергеева Е. В. Бог и человек в русском религиозно-философском дискурсе. Монография. — СПб.: «Наука», «Сага», 2002. — 188 с.
3. Сергеева Е. В. Приёмы манипулятивного воздействия в политическом дискурсе (на примере ораторских произведений В. И. Ленина и И. В. Сталина) // Известия УрГПУ. Лингвистика. Выпуск 19. — Екатеринбург, 2006.
4. Сергеева Е. В. Концепт-универсалия и художественный концепт: проблема классификации // Сибирский филологический журнал. — 2006. — № 1-2.
5. Сергеева Е. В. Лексическая экспликация концепта «Религия» в русском языке // Политическая лингвистика. № 2 (22). — 2007.
6. Сергеева Е. В. Художественный концепт «Гламур» в романе В.Пелевина «Ампир В» //Русская литература в мировом культурном и образовательном пространстве. Материалы конгресса. — СПб., 15-17 октября 2008 г. — В 2-х тт. — Т. 2, ч. 2.
7. Сергеева Е. В. Употребление библеизмов как элементов русской культуры в поэзии И. Бродского // Иосиф Бродский в XXI веке. Материалы международной научно-исследовательской конференции. СПб, 2010.
8. Сергеева Е. В. К вопросу о некоторых манипулятивных приемах в текстах предвыборной агитации (на материале кампании 2011 г.) // «Политическая лингвистика», 2012, № 2.
9. Русский язык и культура речи: учебник для бакалавров / Под общ. ред. В. Д. Черняк. — М.: Юрайт, 2012. (в соавторстве).
10. РИТОРИКА. Учебник для академического бакалавриата. М., 2016.(в соавторстве).
11. РУССКИЙ ЯЗЫК И КУЛЬТУРА РЕЧИ 2-е изд., пер. и доп. Учебник и практикум для академического бакалавриата. М., 2015.(в соавторстве).
12. История русского литературного языка. Учебное пособие. М., 2013.
13. Лингвистика речевого воздействия и манипулирования. Учебное пособие. М., 2016.(в соавторстве).